# Meredith D'Ambrosio
Pour les articles homonymes, voir D'Ambrosio.
Meredith d'Ambrosio, née le 20 mars 1941, est une chanteuse de jazz américaine originaire de Boston au Massachusetts.

## Biographie
Elle est née dans une famille de musiciens et a pris des cours de piano à partir de six ans. En 1958, elle passe un an à la Boston Museum School, puis commence une carrière dans la peinture et la musique. 
En 1966, elle rejette une offre de tournée avec John Coltrane. Plus de dix ans plus tard, elle enregistre son premier album au chant et au piano . En 1988, elle se marie avec le pianiste de jazz Eddie Higgins. Ils forment un duo populaire dans les clubs et les festivals et participent à des enregistrements studios pour Sunnyside Records. Meredith apparaît en 1994 dans l'émission de radio Piano Jazz avec Marian McPartland . 
En plus de chanter et de jouer du piano, elle est compositrice, parolière, peintre, calligraphe et enseignante.  
Son album Out of Nowhere (2000) a été nommé pour le Prix Django par l'Académie Française de Jazz

## Discographie
- 1980 : Lost in His Arms, Printemps
- 1981 : Another Time, Shiah
- 1982 : Little Jazz Bird, Palo Alto
- 1985 : It's Your Dance, Sunnyside
- 1988 : The Cove, Sunnyside
- 1989 : South to a Warmer Place, Sunnyside
- 1991 : Love Is Not a Game, Sunnyside
- 1993 : Shadowland, Sunnyside
- 1994 : Sleep Warm, Sunnyside
- 1995 : Beware of Spring!, Sunnyside
- 1997 : Silent Passion, Sunnyside
- 1998 : Echo of a Kiss, Sunnyside
- 2000 : Out of Nowhere ,Sunnyside
- 2002 : Love Is for the Birds, Sunnyside
- 2006 : Wishing on the Moon (en), Sunnyside
- 2012 : By Myself, Sunnyside
- 2021 : Sometime Ago, Sunnyside
- 2025 : Midnight Mood with Frédéric Loiseau, Sunnyside